# باشگاه فوتبال یارو
باشگاه فوتبال یارو (فنلاندی: FF Jaro) یک باشگاه فوتبال در شهر یاکوبستاد، فنلاند است که در سال ۱۹۶۵ تأسیس شده.